# Françoise de Montferrat
Françoise de Montferrat était une aristocrate appartenant à la famille Paléologue de Montferrat, une branche cadette de la dynastie byzantine des Paléologue. Elle épousa Constantin Comnène Arianiti de la famille Arianiti.

## Biographie
Françoise Paléologue, dame de Refrancore, était une fille illégitime de Boniface III de Montferrat.

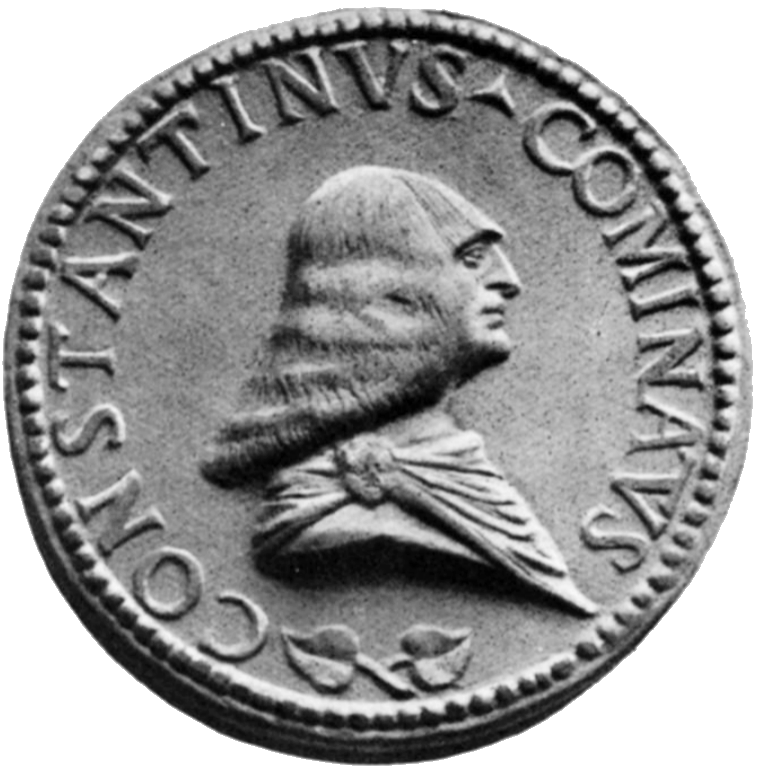
Constantine Arianiti

Elle épousa Constantin Arianiti en 1489 ou 1492. Le mariage fut peut-être arrangé par la nièce de Constantin, Marie de Serbie qui avait épousé le père de Françoise. Elle apporta à son époux une dote importante, qui permit à Constantine d’acheter plusieurs fiefs.
Après la mort de son mari en 1531, Françoise obtint enta à la cour de Christine de Danemark à Milan, comme dame de compagnie de la jeune duchesse puis, après le seconde mariage de Christine, en tant que gouvernante ds filles de la duchesse,. Elle fut en effet jugée idéale pour ce poste du fait de la loyauté de son mari envers le pape et parce que sa fille Deianeira était mariée à un fidèle sujet de François Sforza. Elle était aussi apparentée à Marguerite de Montferrat, duchesse de Mantoue.
Quand elle quitta son poste et rentra en Italie, elle reçut 4000 scudi de la part du fils de Christine, Charles III de Lorraine.
Françoise mourut à une date inconnue après 1561.

## Descendance
Françoise de Montferrat et Constantin Comnène Arianiti eurent sept enfants :
- Arianitto, le seul fils de Constantin. Il servit comme capitaine dans l'armée des États pontificaux jusqu'à sa mort, le 16 novembre 1551. La mort d'Arianitto marqua l'extinction de la lignée masculine de la famille Arianiti en Italie[6].
- Andronica, fille aînée de Constantin. Elle épousa Charles III Tocco, prétendant au Despotat d'Épire et comte palatin de Céphalonie et Zante. Par leur fils, Léonard IV Tocco elle fut l'ancêtre des membres suivants de la famille Tocco. Après la mort de Charles III, Andronica épousa en secondes noces le noble milanais Georges Secco[6].
- Penthesilea, deuxième fille de Constantin. Elle épousa Lek Dukagjin, de la famille albanaise Dukagjini[6].
- Ippolita, troisième fille de Constantin. Elle épousa Zanobio de Médicis, de la famille italienne de Médicis. Elle se remaria en 1532 avec Lionel Pio di Carpi de la famille Pio di Savoia[6].
- Polissena, quatrième fille de Constantin. Elle épousa Rinaldo degli Ottoni di Matelica of the famille Ottoni[6].
- Deinaira, cinquième fille de Constantin. Elle épousa Georges Trivulce de la famille Trivulzio[6].
- Elena, sixième fille de Constantin. Elle épousa Juan de Luna, un châtelain de Milan[6].